# Hrabstwo Hancock (Indiana)

Piramida wieku hrabstwa

Hrabstwo Hancock (ang. Hancock County) – hrabstwo w stanie Indiana w Stanach Zjednoczonych.

## Geografia
Według spisu z 2010 roku obszar całkowity hrabstwa obejmuje powierzchnię 307,02 mili2 (795,18 km²), z czego 306,02 mili2 (792,59 km²) stanowią lądy, a 1,01 mili2 (2,62 km²) stanowią wody. Według szacunków United States Census Bureau w roku 2012 miało 70 933 mieszkańców. Jego siedzibą administracyjną jest Greenfield.

### Miasta
- Fortville
- Greenfield
- McCordsville
- New Palestine
- Shirley
- Spring Lake
- Wilkinson